# Cao Hải Ninh
Cao Hải Ninh (tiếng Anh: Samantha Ko Hoi Ling, tiếng Trung: 高海寧, sinh ngày 13 tháng 1 năm 1987), tên khai sinh là Thẩm Giang Lợi, là nữ diễn viên và người dẫn chương trình Hong Kong, đoạt giải Đại sứ du lịch trong cuộc thi Hoa hậu Hong Kong 2008 và lọt vào top 5 cuối cùng, hiện là diễn viên hợp đồng quản lý TVB.

## Bối cảnh
Cao Hải Ninh sinh ra ở Nam Kinh Giang Tô, quê quán ở Triều Châu Quảng Đông, lúc 13 tuổi từ khu Tần Hoài Nam Kinh dọn đến Hong Kong.Hồi nhỏ theo họ của mẹ và cùng bà sống ở Trung Quốc đại lục, sau đó chuyển đến Hong Kong cùng ba mẹ và hai em trai trong căn hộ trên tầng thượng của tòa nhà ở đường Thông Thái Vượng Giác Cửu Long. 18 tuổi, tên “Thẩm Giang Lợi” đổi thành “Cao Hải Ninh”. Cô tốt nghiệp Tiểu học Trung tâm Song Kiều Môn thành phố Nam Kinh (nay là Tiểu học thực nghiệm Tần Hoài thành phố Nam Kinh) năm 1999. Trong giai đoạn còn đi học cô là đội trưởng Đội thiếu niên Tiền Phong Trung Quốc. Và  có thời kỳ làm lớp trưởng khi đậu vào Trung học Thánh công hội Nhà thờ Mary Mạc Khánh Nghiêu (Lớp 10 năm 2005), đạt 22 điểm trong kỳ thi Khảo sát Trung học Hong Kong, sau đó theo học lớp 12 ở trường Trung học Tân Pháp (năm 2007). Sau khi tốt nghiệp lớp 12, cô học lấy bằng phó cử nhân ngành Quản lý Kinh doanh tại Cao đẳng Cộng Đồng Hồng Kông (HKCC).
Ngoài ra, cô là người mẫu dưới trướng Elite, sau đó được cha mẹ động viên tham gia Cuộc thi Hoa hậu Hong Kong 2008, kết quả thuận lợi tiến vào chung kết và đoạt giải Đại sứ du lịch, sau đó trở thành nghệ sĩ hợp đồng của TVB, đồng thời đại diện Hoa hậu Hong Kong tham dự sự kiện. Năm 2012 xuất bản tự truyện "Ninh…Mật ngữ". Năm 2013 diễn vai Kỷ Mộ Chi (Kiki) trong phim "Pháp võng truy kích" nhận đựoc đồng cảm của khán giả, cảnh bị Bạch Kiện Ân tấn công tình dục đã gây không ít dư âm, màn biểu diễn cũng khiến không ít khán giả phải suy ngẫm. Nhờ vào vai diễn Lâm Hi Vi trong "Sứ đồ hành giả" gia tăng độ nổi tiếng của cô mà đoạt được giải "Nữ nghệ sĩ tiến bộ vượt bậc TVB được yêu thích nhất" trong "Lễ trao giải TVB Star Malaysia 2014".
Những năm gần đây, Cao Hải Ninh là diễn viên chuyên dùng của giám chế TVB Văn Vĩ Hồng và Trần Duy Quán.

## Cuộc sống cá nhân
Bạn trai cũ của Cao Hải Ninh là cựu giám chế âm nhạc TVB Đặng Trí Vỹ, anh ấy hiện đang điều hành thương hiệu âm nhạc của riêng mình, mặc dù cô ấy hiếm khi xuất hiện hay chụp ảnh chung với anh ấy trước công chúng, nhưng đã là một cặp đôi nửa công khai. Chẳng qua, đến sau đó cả hai người chia tay trong hòa bình. Ngoài ra, cô cho biết bản thân bẩm sinh dễ béo và phù nề nên đã tập Yoga nóng để giữ dáng.

## Tác phẩm diễn xuất

### Phim truyền hình (TVB)
| Phát sóng | Kênh phát sóng                | Tên phim                                       | Vai diễn                   | Ghi chú             |
| --------- | ----------------------------- | ---------------------------------------------- | -------------------------- | ------------------- |
| 2010      | TVB Jade                      | 天天天晴/ Thiên thiên thiên tình               | Châu Mỹ Mỹ                 |                     |
| 2010      | TVB Jade                      | 蒲松齡/ Bồ Tùng Linh                           | Cáo chín đuôi              |                     |
| 2010      | TVB Jade                      | 讀心神探/ Độc tâm thần thám                    | Lương Tư Mẫn (Annie)       |                     |
| 2011      | TVB Jade                      | 法證先鋒III/ Bằng chứng thép III               | Lâm Viên Viên (Tracy)      |                     |
| 2012      | TVB Jade                      | 當旺爸爸/ Phú vượng ba ba                      | Hà Mỹ Nghi                 |                     |
| 2012      | TVB Jade                      | 拳王/ Quyền vương                              | Daisy                      |                     |
| 2012      | TVB Jade                      | 回到三國/ Hồi đáo tam quốc                     | Christy                    |                     |
| 2012      | TVB Jade                      | 天梯/ Thiên thê                                | Khương Diễm Bình           |                     |
| 2012      | TVB Jade                      | 法網狙擊/ Pháp võng truy kích                  | Kỷ Mộ Chi (KiKi)           |                     |
| 2013      | TVB Jade                      | 法外風雲/ Đại luật sư tranh tài                | Diệp Nhã Lệ (Elly)         |                     |
| 2013      | TVB Jade                      | My盛Lady/ My Thịnh Lady                        | Thịnh Hoa Nhụy             |                     |
| 2014      | TVB Jade                      | 單戀雙城/ Đơn luyến song thành                 | Huỳnh Kỳ Anh               |                     |
| 2014      | TVB Jade                      | 使徒行者/ Sứ đồ hành giả/ Mất dấu              | Lâm Hy Vy (Amy)            |                     |
| 2014      | TVB Jade                      | 大藥坊/ Đại dược phường                        | Phiên Phiên                |                     |
| 2014      | TVB Jade                      | 愛·回家 (第一輯)/ Mái ấm gia đình 1            | Lăng Lợi (Lovely)          |                     |
| 2015      | TVB Jade                      | 天眼/ Thiên nhãn                               | Lam Lăng (Agatha, A Fa)    |                     |
| 2016      | TVB Jade                      | 愛情食物鏈/ Chuỗi thức ăn tình yêu             | Cao Quý Phân (Hestia)      |                     |
| 2017      | TVB Jade                      | 不懂撒嬌的女人/ Binh đoàn phái yếu             | Điền Mật                   |                     |
| 2017      | TVB Jade                      | 賭城群英會/ Ván bài định mệnh                  | Trình Tiểu Bắc             |                     |
| 2018      | TVB Jade                      | BB來了/ BB đến rồi                             | Hứa Tình (Katrina)         |                     |
| 2018      | Youku, TVB Jade               | 飛虎之潛行極戰/ Phi hổ cực chiến               | Hoắc Huệ Vân (Jomine)      |                     |
| 2019      | TVB Jade                      | 婚姻合伙人/ Đối tác hôn nhân                   | Bối Cạnh Chi (Kimchi)      |                     |
| 2019      | TVB Jade                      | 金宵大廈/ Tòa nhà Kim Tiêu                     | Châu Tiểu Huệ              |                     |
| 2020      | TVB Jade                      | 殺手/ Sát thủ                                  | Lâm Sâm Sâm                |                     |
| 2020      | TVB Jade                      | 迷網/ Nhử mồi                                  | Trương Tuệ (Vincy)         |                     |
| 2020      | TVB Jade                      | 反黑路人甲/ Quái kiệt siêu hạng                | Trang Minh Lệ (Angel)      |                     |
| 2020      | TVB Jade                      | C9特工/ Vợ tôi là đặc công                     | Dư Tiểu Kiều (Mẹ Cute, C9) |                     |
| 2020      | Youku, TVB Jade               | 非凡三俠/ Phi phàm tam hiệp                    | Nữ nhân viên               | Khách mời diễn xuất |
| 2020      | Truyền hình Đông Phương, WeTV | 三十而已/ Ba mươi mà thôi/ 30 chưa phải là hết | Triệu Tịnh Ngữ             | Khách mời diễn xuất |
| 2021      | TVB Jade                      | 七公主/ Thất công chúa                         | Cố Thanh Đồng (Ching)      |                     |
| 2022      | TVB Jade                      | 童時愛上你/ Yêu em lúc ngây thơ                | Lôi Tử Đồng (Amanda)       |                     |
| 2023      | TVB Jade, Youku               | 新聞女王/ Nữ hoàng tin tức                     | Hứa Thi Tình (Cathy)       |                     |
| 2024      | TVB Jade                      | 飛常日誌/ Nhật ký nghề bay                     | Lữ Chỉ San                 |                     |

### Điện ảnh
| Phát sóng | Tên phim                                     | Tên phim              | Vai diễn                                 |
| --------- | -------------------------------------------- | --------------------- | ---------------------------------------- |
| 2010      | 72 khách trọ                                 | 72家租客              | Người mẫu tuyên truyền "Đỉnh Thái Phone" |
| 2010      | Chân dài hành động                           | 美麗密令              | Hà Phụng                                 |
| 2011      | Tôi yêu Hong Kong Vui vẻ vạn tuế             | 我愛HK開心萬歲        | DeDe                                     |
| 2011      | Kính trừu Phúc Lộc Thọ                       | 勁抽福祿壽            | Cao Hải Ninh                             |
| 2012      | Tôi yêu Hong Kong Vui càng thêm vui          | 2012我愛香港喜上加囍  | La Hữu Lan                               |
| 2013      | Tôi yêu Hong Kong Cung hỉ phát tài           | 2013我愛HK 恭喜發財   | Sở sở                                    |
| 2014      | Xóa người yêu                                | Delete愛人            | Rose                                     |
| 2015      | Đổ thành phong vân II                        | 賭城風雲II            | Hình cảnh quốc tế (Nằm vùng)             |
| 2017      | Thú nộ lệ tình yêu                           | 愛情奴隷獸            | Nghiêm Chính Hoa                         |
| 2019      | Thuyết tiến hóa bạn trai tốt nhất            | 最佳男友進化论        |                                          |
| 2019      | Phú nhị đại                                  | 福二代 (網絡電影)     | Quách Phi                                |
| 2020      | Doraemon: Nobita và những bạn khủng long mới | 多啦A夢：大雄的新恐龍 | Natalie (Lồng tiếng Quảng)               |

### Dẫn chương trình
| Phát sóng | Tên chương trình                                      | Tên chương trình       |
| --------- | ----------------------------------------------------- | ---------------------- |
| 2009      | Dẫn Hoa hậu Hong Kong gặp Hoa Vương Hong Kong         | 當香港小姐遇上香港先生 |
| 2012      | Ẩm thực tổng tư lệnh (bản Việt Nam)                   | 為食總司令（越南篇）   |
| 2013      | Tối doanh tự do hành · Bốn quốc gia                   | 最瀛自由行·四國        |
| 2015      |                                                       | 宜室宜居有辦法         |
| 2016      |                                                       | 街坊廚神舌戰愛情食物鏈 |
| 2016      | Ẩm thực 3 chị em                                      | 為食3姊妹              |
| 2017      | Đoàn du lịch Sâm Mỹ                                   | 森美旅行團             |
| 2017      | Tôi là đầu bếp nhỏ - Bản Singapore (phát sóng TVB8)   | 我是小厨神-新加坡篇    |
| 2019      | Tam tâm hữu hành                                      | 仨心友行               |
| 2020      | Hậu sinh tử khuynh mã tử (phát sóng myTV SUPER Đài 1) | 後生仔傾馬仔           |

### Khách mời chương trình
| Phát sóng | Tên chương trình                                   | Tên chương trình         |
| --------- | -------------------------------------------------- | ------------------------ |
| 2008      | Hồ sơ phỏng vấn Hoa hậu Hong Kong                  | 香港小姐面試實錄         |
| 2008      | Dấu ấn đẹp Hoa hậu Hong Kong                       | 香港小姐美麗印記         |
| 2008      | Buổi tiệc nóng biển Caribe Hoa hậu Hong Kong       | 香港小姐加勒比海熱力派對 |
| 2008      | Ra mắt                                             | 亮相                     |
| 2008      | Long phượng đại tẩu                                | 龍鳳大樓                 |
| 2009      | Chưởng cố vương                                    | 掌故王                   |
| 2009      | Thôn sống lâu đầu tiên trên thế giới               | 世界第一長壽村           |
| 2009      | Mỹ nữ vào bếp                                      | 美女廚房                 |
| 2009      | Học viện Dan Phong                                 | 民峰學院                 |
| 2010      | Đất Hong Kong thiên kỳ bách thú                    | 千奇百趣香港地           |
| 2010      | Kiện khang kỳ án lục                               | 健康奇案錄               |
| 2010      | Một con đường ẩm thực                              | 為食一條街               |
| 2011      | Nửa đêm xuất động                                  | 午夜出動                 |
| 2012      | Đại chiến ngũ giác                                 | 五覺大戰                 |
| 2013      | Thuận buồm xuôi gió                                | 順峰順水                 |
| 2013      | Linh xà hỉ vũ hạ tân hỉ                            | 靈蛇喜舞賀新禧           |
| 2015      | 1 phút lựa chọn siêu cường                         | 超強選擇1分鐘            |
| 2016      | Đầu bếp hàng xóm khẩu chiến chuỗi thức ăn tình yêu | 街坊廚神舌戰愛情食物鏈   |
| 2016      | Sunday hảo hí vương                                | Sunday好戲王             |
| 2016      | Nhà ăn nam nhân                                    | 男人食堂                 |
| 2016      | Chị Do có câu hỏi                                  | Do姐有問題               |
| 2017      |                                                    | 最緊要好好玩 消暑版      |
| 2017      | Mỹ nữ vào bếp                                      | 美女廚房                 |
| 2017      | 終極街頭魔法王                                     |                          |
| 2018      |                                                    | 新春辦年貨               |
| 2018      | Chị Do có câu hỏi                                  | Do姐有問題               |
| 2018      | Lưu hành kinh điển 50 năm                          | 流行經典50年             |
| 2018      | Mỹ nữ vào bếp (phần 3)                             | 美女廚房 (第三輯)        |
| 2019      |                                                    | 阿爺賀歲攻略             |
| 2020      |                                                    | 你估我唔到               |
| 2020      | big big shop感謝祭                                 |                          |

### Quảng cáo
- 2011: Đại ngôn Trò chơi hoạt hình Hong Kong (quay cùng Vương Thục Linh)
- 2012: Người phát ngôn của trung tâm làm đẹp Ưu Tiêm YOU BEAUTY
- 2016: Người phát ngôn online Vĩnh Hằng

## Sáng tác
- 2012: "Ninh...Mật ngữ"

## Giải thưởng và đề cử
| Năm  | Lễ trao giải                                     | Giải thưởng                                              | Tác phẩm | Kết quả                                               |
| ---- | ------------------------------------------------ | -------------------------------------------------------- | --- | ----------------------------------------------------- |
| 2008 | Cuộc thi Hoa hậu Hong Kong 2018                  | Đại sứ du lịch                                           | — | Đoạt giải                                             |
| 2010 | Lễ trao giải TVB 2010                            | Người dẫn chương trình tốt nhất                          | "Kiện khang kỳ án lục" cùng Lâm Bảo Di, Ngô Gia Lạc                                                             | Đề cử (Top 5)                                         |
| 2011 | Lễ trao giải TVB 2011                            | Nữ nghệ sĩ tiến bộ vượt bậc                              | "Một con đường ẩm thực", "Nửa đêm xuất động", "Ẩm thực tổng tư lệnh", "Bằng chứng thép III"                     | Đề cử (Top 5)                                         |
| 2012 | Lễ trao giải yêu thích nhất MY AOD 2012          | Nữ nghệ sĩ tiềm năng nhất                                | "Thiên thê" vai Khương Diễm Bình                                                                                | Đề cử (Top 5)                                         |
| 2013 | Lễ trao giải Tinh Quang Hội Tụ Malaysia TVB 2013 | Nữ phụ TVB được yêu thích nhất                           | "Pháp võng truy kích" vai Kỷ Mộ Chi                                                                             | Đề cử (Top 5)                                         |
| 2014 | Lễ trao giải Tinh Quang Hội Tụ Malaysia TVB 2014 | Nữ nghệ sĩ tiến bộ vượt bậc TVB được yêu thích nhất      | "Đơn luyến song thành", "Sứ đồ hành giả", "Đại dược phường", "Mái âm gia đình 1"                                | Đoạt giải                                             |
| 2014 | Lễ trao giải TVB 2014                            | Nữ nghệ sĩ tiến bộ vượt bậc                              | "Đơn luyến song thành", "Sứ đồ hành giả", "Đại dược phường", "Mái âm gia đình 1"                                | Đề cử (Top 5)                                         |
| 2014 | Lễ trao giải TVB 2014                            | Nữ phụ xuất sắc nhất                                     | "Sứ đồ hành giả" vai Lâm Hy Vy                                                                                  | Đề cử                                                 |
| 2015 | Lễ trao giải TVB 2015                            | Nữ phụ xuất sắc nhất                                     | "Thiên nhãn" vai Lam Lăng                                                                                       | Đề cử                                                 |
| 2015 | Lễ trao giải Tinh Quang Hội Tụ Malaysia TVB 2015 | Nữ phụ TVB được yêu thích nhất                           | "Thiên nhãn" vai Lam Lăng                                                                                       | Đề cử                                                 |
| 2015 | Giải thưởng StarHub TVB 2015                     | Nữ phụ TVB được yêu thích nhất                           | "Thiên nhãn" vai Lam Lăng                                                                                       | Đề cử (Top 5)                                         |
| 2016 | Giải thưởng StarHub TVB 2016                     | Nữ phụ TVB được yêu thích nhất                           | "Chuỗi thức ăn tình yêu" vai Cao Quý Phân                                                                       | Đề cử (Top 5)                                         |
| 2016 | Giải thưởng StarHub TVB 2016                     | Nữ nhân vật truyền hình TVB được yêu thích nhất          | "Chuỗi thức ăn tình yêu" vai Cao Quý Phân                                                                       | Đề cử                                                 |
| 2016 | Lễ trao giải Tinh Quang Hội Tụ Malaysia TVB 2016 | Cặp đôi màn ảnh TVB được yêu thích nhất                  | "Chuỗi thức ăn tình yêu" vai Cao Quý Phân                                                                       | Đề cử cùng Trần Trí Sân                               |
| 2016 | Lễ trao giải TVB 2016                            | Nữ chính xuất sắc nhất                                   | "Chuỗi thức ăn tình yêu" vai Cao Quý Phân                                                                       | Đề cử                                                 |
| 2017 | Giải thưởng StarHub TVB 2017                     | Nghệ sĩ tiến bộ vược bậc TVB                             | — | Đoạt giải                                             |
| 2017 | Giải thưởng StarHub TVB 2017                     | Người dẫn chương trình tống nghệ TVB được yêu thích nhất | "Tôi là đầu bếp nhỏ - bản Singapore"                                                                            | Đề cử (Top 5 cùng Lâm Sư Kiệt)                        |
| 2017 | Giải thưởng StarHub TVB 2017                     | Nữ phụ TVB được yêu thích nhất                           | "Binh đoàn phái yếu" vai Điền Mật                                                                               | Đề cử                                                 |
| 2017 | Giải thưởng StarHub TVB 2017                     | Nữ nhân vật truyền hình TVB được yêu thích nhất          | "Binh đoàn phái yếu" vai Điền Mật                                                                               | Đề cử                                                 |
| 2017 | Lễ trao giải Tinh Quang Hội Tụ Malaysia TVB 2017 | Nữ phụ TVB được yêu thích nhất                           | "Binh đoàn phái yếu" vai Điền Mật                                                                               | Đề cử (Top 5)                                         |
| 2017 | Lễ trao giải Tinh Quang Hội Tụ Malaysia TVB 2017 | Nhân vật truyền hình TVB được yêu thích nhất             | "Binh đoàn phái yếu" vai Điền Mật                                                                               | Đoạt giải                                             |
| 2017 | Lễ trao giải Tinh Quang Hội Tụ Malaysia TVB 2017 | Người dẫn chương trình TVB được yêu thích nhất           | "Đoàn du lịch Sâm Mỹ"                                                                                           | Đề cử (Top 5 cùng Sâm Mỹ, Huỳnh Tâm Dĩnh, Mạch Mỹ Ân) |
| 2017 | Lễ trao giải TVB 2017                            | Người dẫn chương trình tốt nhất                          | "Đoàn du lịch Sâm Mỹ"                                                                                           | Đề cử                                                 |
| 2017 | Lễ trao giải TVB 2017                            | Nữ nghệ sĩ tiến bộ vượt bậc                              | "Binh đoàn phái yếu", "Ván bài định mệnh", "Đoàn du lịch Sâm Mỹ", "Tối khẩn yếu hảo hảo ngoạn - bản giải nhiệt" | Đề cử (Top 5)                                         |
| 2017 | Lễ trao giải TVB 2017                            | Nữ nhân vật truyền hình được yêu thích nhất              | "Binh đoàn phái yếu" vai Điền Mật                                                                               | Đề cử                                                 |
| 2017 | Lễ trao giải TVB 2017                            | Nữ phụ xuất sắc nhất                                     | "Binh đoàn phái yếu" vai Điền Mật                                                                               | Đề cử                                                 |
| 2017 | Giải thưởng truyền hình Hong Kong 2017           | Giải nữ phụ (phim bộ)                                    | "Binh đoàn phái yếu" vai Điền Mật                                                                               | Đề cử                                                 |
| 2018 | Lễ trao giải TVB 2018                            | Nữ nhân vật truyền hình được yêu thích nhất              | "Baby đến rồi" vai Hứa Tình                                                                                     | Đề cử                                                 |
| 2018 | Lễ trao giải TVB 2018                            | Nữ phụ xuất sắc nhất                                     | "Baby đến rồi" vai Hứa Tình                                                                                     | Đề cử                                                 |
| 2019 | Lễ trao giải TVB 2019                            | Nữ phụ xuất sắc nhất                                     | "Tòa nhà Kim Tiêu" vai Châu Tiểu Huệ                                                                            | Đề cử (Top 5)                                         |
| 2019 | Lễ trao giải TVB 2019                            | Nữ chính xuất sắc nhất                                   | "Đối tác hôn nhân" vai Bối Cạnh Chi                                                                             | Đề cử                                                 |
| 2019 | Lễ trao giải TVB 2019                            | Nữ nhân vật truyền hình được yêu thúch nhất              | "Đối tác hôn nhân" vai Bối Cạnh Chi                                                                             | Đề cử                                                 |